# Avenue de la République (Maisons-Alfort)
Pour les articles homonymes, voir Avenue de la République.
L'avenue de la République est un des axes principaux de Maisons-Alfort dans le Val-de-Marne. Elle suit le tracé de la route départementale 148.

## Situation et accès

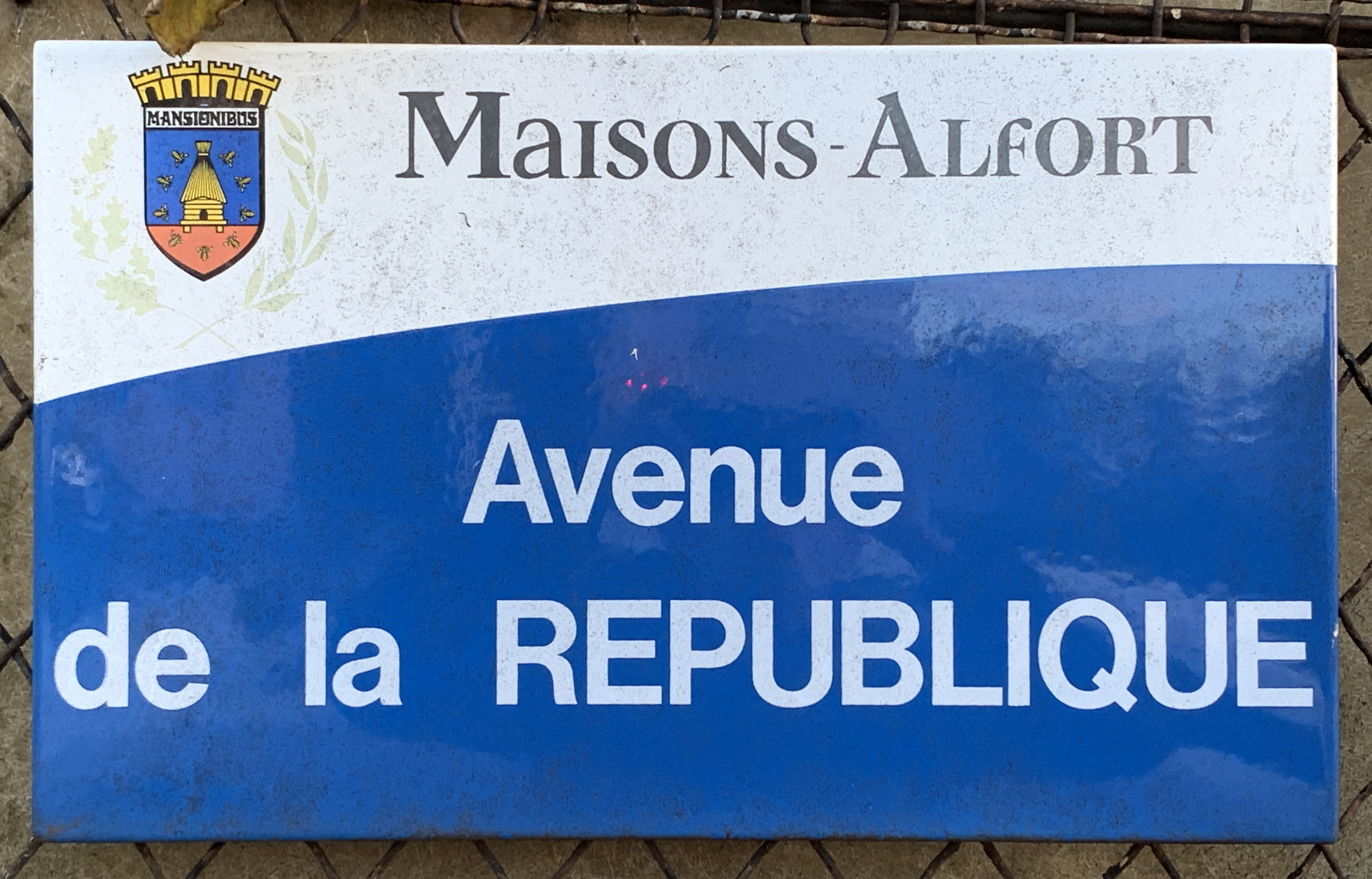
Plaque émaillée Avenue de la République; cliché datant de 2020.

Partant de la limite d'Alfortville, elle se dirige vers le nord-est. Passant tout d'abord sous la ligne de Paris-Lyon à Marseille-Saint-Charles, elle passe à côté de la mairie de Maisons-Alfort, elle rencontre l'extrémité sud de l'avenue du Professeur-Cadiot (D6) et l'extrémité nord de l'avenue Léon-Blum (D6) longe le cimetière, croise l'avenue du Général-Leclerc (D19), passe sous la A86 et se termine au bord de la Marne.
Elle est desservie, côté ouest, par la gare de Maisons-Alfort - Alfortville.

## Origine du nom
C'est par délibération du conseil municipal en date du 13 octobre 1905 que cette voie de circulation se voit attribuer son nouveau nom, en honneur de la Troisième République.

## Historique
Une voie de communication appelée chemin des Montants est visible à cet endroit dès 1797. Elle fut plus tard appelée Chemin de grande communication n°48. En 1904, elle allait  du pont de chemin de fer au quai de halage 
.
Elle subit une profonde rénovation en 2016, afin d'améliorer la circulation et diminuer le niveau de bruit.

## Édifices remarquables

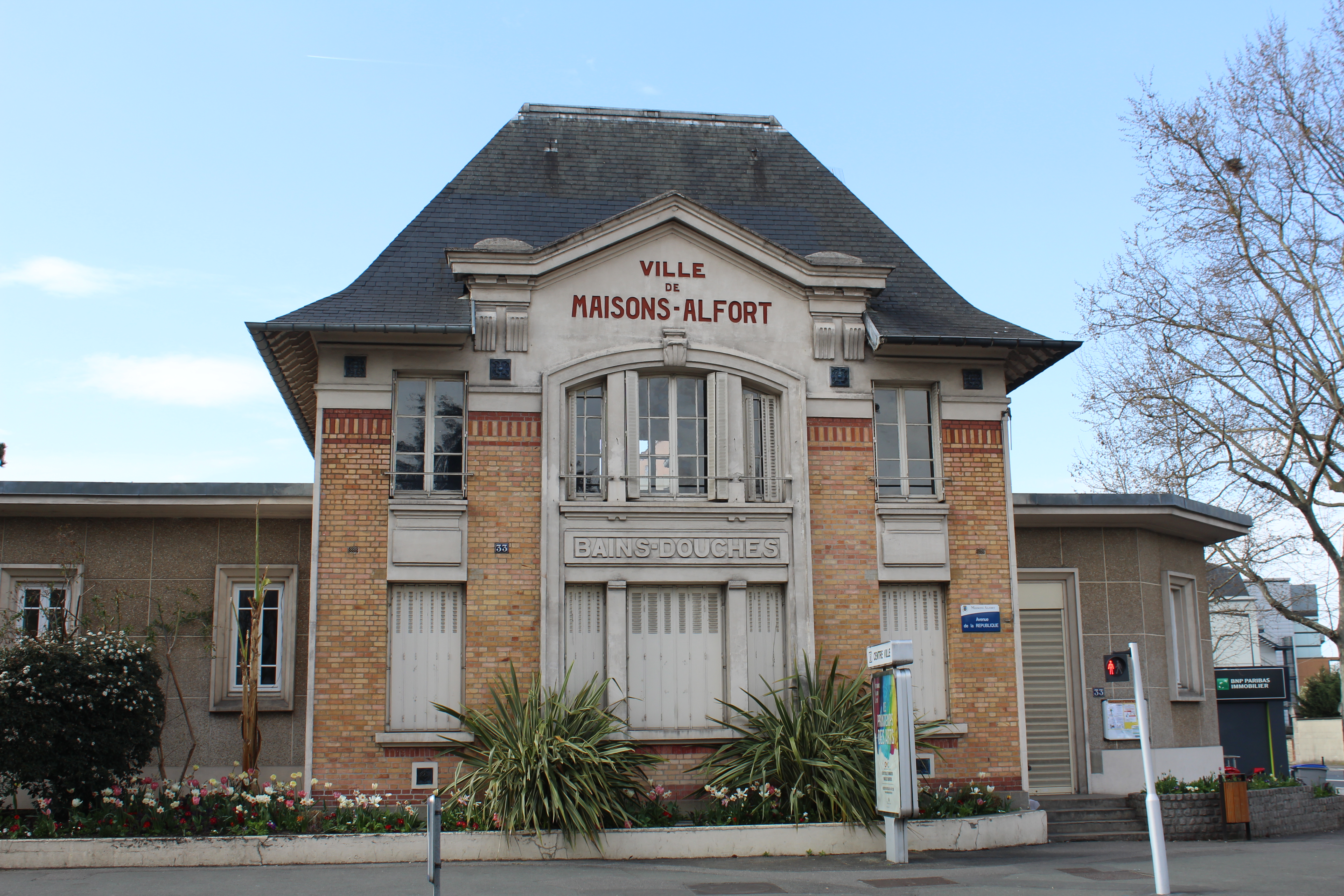
Bains-douches de Maisons-Alfort.

- Cimetière de Maisons-Alfort, ouvert en 1826.
- Hôtel de ville de Maisons-Alfort.
- Église Saint-Rémi de Maisons-Alfort.
- Au no 33, établissement municipal de bains-douches ouvert au public le 24 juin 1925[3].